# Bogdand
Bogdand (Bogdánd en hongrois, Bogendorf en allemand) est une commune roumaine du județ de Satu Mare, dans la région historique de Transylvanie et dans la région de développement du Nord-ouest.

## Géographie
La commune de Bogdand est située dans l'extrême sud-est du județ, à la limite avec les județe de Sălaj et Maramureș, dans les collines de Codru à 21 km à l'ouest de Cehu Silvaniei et à 60 km au sud-est de Satu Mare, le chef-lieu du județ.
La municipalité est composée des quatre villages suivants (population en 2002) :
- Babța (843) ;
- Bogdand (1 067), siège de la commune ;
- Corund (502) ;
- Ser (815).

## Histoire
La première mention écrite du village de Bogdand date de 1383. Le village de Ser est mentionné dès 1349 sous le nom de Zceertelek et celui de Corund en 1423.
La commune, qui appartenait au royaume de Hongrie, faisait partie de la principauté de Transylvanie et elle en a donc suivi l'histoire.
Après le compromis de 1867 entre Autrichiens et Hongrois de l'empire d'Autriche, la principauté de Transylvanie disparaît et, en 1876, le royaume de Hongrie est partagé en comitats. Bogdand intègre le comitat de Szilágy (Szilágy vármegye).
À la fin de la Première Guerre mondiale, l'Empire austro-hongrois disparaît et la commune rejoint la Grande Roumanie au traité de Trianon et le județ de Sălaj.
En 1940, à la suite du deuxième arbitrage de Vienne, elle est annexée par la Hongrie jusqu'en 1944, période durant laquelle sa communauté juive est exterminée par les nazis. Elle réintègre la Roumanie après la Seconde Guerre mondiale au traité de Paris en 1947.
Ce n'est qu'en 1968, lors de la réorganisation administrative du pays que la commune est intégrée dans le județ de Satu Mare.

## Politique
Le conseil municipal de Bogdand compte 11 sièges de conseillers municipaux. À l'issue des élections municipales de juin 2008, Aurel Bojan (PNL) a été élu maire de la commune.
| Parti                                      | Nombre de conseillers |
| ------------------------------------------ | --------------------- |
| Parti national libéral (PNL)               | 5                     |
| Union démocrate magyare de Roumanie (UDMR) | 4                     |
| Parti démocrate-libéral (PD-L)             | 1                     |
| Parti social-démocrate (PSD)               | 1                     |

## Religions
En 2002, la composition religieuse de la commune était la suivante :
- Réformés, 55,19 % ;
- Chrétiens orthodoxes, 33,90 % ;
- Grecs-Catholiques, 8,05 %.

## Démographie
La commune compte deux villages à forte majorité hongroise : Bogdand et Ser et deux villages à forte majorité roumaine : Corund et Babța.
En 1910, à l'époque austro-hongroise, la commune comptait 1 998 Hongrois (56,75 %), 1 485 Roumains (42,18 %) et 38 Tsiganes (1,08 %).
En 1930, on dénombrait 1 918 Hongrois (51,87 %), 1 638 Roumains (44,29 %), 69 Tsiganes (1,87 %) et 62 Juifs (1,68 %).
En 1956, après la Seconde Guerre mondiale, 2 559 Hongrois côtoyaient (52,45 %) 2 300 Roumains (47,14 %) et 16 Tsiganes (0,33 %).
En 2002, la commune comptait 1 843 Hongrois (57,11 %), 1 303 Roumains (40,37 %) et 79 Tsiganes (2,44 %). On comptait à cette date 1 264 ménages et 1 315 logements.
| 1850  | 1880  | 1890  | 1900  | 1910  | 1920  | 1930  | 1941  | 1956  |
| ----- | ----- | ----- | ----- | ----- | ----- | ----- | ----- | ----- |
| 2 362 | 2 732 | 2 997 | 3 188 | 3 521 | 3 347 | 3 698 | 4 158 | 4 879 |

| 1966  | 1977  | 1992  | 2002  | 2007  | - | - | - | - |
| ----- | ----- | ----- | ----- | ----- | - | - | - | - |
| 4 907 | 4 512 | 3 773 | 3 227 | 2 963 | - | - | - | - |

## Économie
L'économie de la commune repose sur l'agriculture (céréales et vignes), l'élevage et l'exploitation des forêts (3 369 ha).

## Communications

### Routes
Bogdand est située sur la route régionale DJ196 qui la relie à Supur à l'ouest et à Hodod et le județ de Sălaj à l'est.

### Voies ferrées
La gare la plus proche est celle de Supur sur la ligne Carei-Jibou.

## Lieux et monuments
- Bogdand, église réformée d'origine médiévale, reconstruite en 1848[10].
- Bogdand, musée ethnographique magyar Sipos Lázslo créé en 1880-1885[11].
- Corund, église orthodoxe en bois des Sts Archanges, datant de 1723, dotée d'untrès beau clocher et de décors peints remarquables, classée monument historique[12],[13].
- Ser, église réformée de 1793[10].
- Ser, église orthodoxe de 1901[12].